# Araneus ventricosus
Araneus ventricosus is een spinnensoort in de taxonomische indeling van de wielwebspinnen (Araneidae).
Het dier behoort tot het geslacht Araneus. De wetenschappelijke naam van de soort werd voor het eerst geldig gepubliceerd in 1878 door Ludwig Carl Christian Koch.
Deze spin is in staat de lichtsignalen van gevangen vuurvliegmannetjes te manipuleren. Deze vuurvliegjes gebruiken normaal hun bioluminescentie om met soortgenoten te communiceren, waarbij mannetjes meerdere pulsen uitzenden en vrouwtjes enkelvoudige. De spin dwingt de gevangen mannetjes echter om signalen te versturen die lijken op de loksignalen van vrouwtjes, waardoor andere mannetjes naar het web worden gelokt en gevangen worden. 